# تونيا هاردينغ
تونيا هاردينغ (بالإنجليزية: Tonya Harding)  (و. 1970  م) هي كاتبة سير ذاتية، ومتزلجة فنية، وملاكمة أمريكية، ولدت في بورتلاند، أوريغون، شاركت في الألعاب الأولمبية الشتوية 1992، والألعاب الأولمبية الشتوية 1994.

## التعليم
تعلمت في David Douglas High School ‏.

## وصلات خارجية
- تونيا هاردينغ على موقع IMDb (الإنجليزية)
- تونيا هاردينغ على موقع الموسوعة البريطانية (الإنجليزية)
- تونيا هاردينغ على موقع إن إن دي بي (الإنجليزية)
- تونيا هاردينغ على موقع قاعدة بيانات الفيلم (الإنجليزية)
- تونيا هاردينغ على موقع بوكس ريك (الإنجليزية) (registration required)
- تونيا هاردينغ على موقع اللجنة الأولمبية الدولية (الإنجليزية)
- تونيا هاردينغ على موقع أوليمبيديا (الإنجليزية)
- تونيا هاردينغ في قاعدة بيانات الأفلام على الإنترنت
- تونيا هاردينغ  على موقع SportsReference  - سبورتس رفرنس